# 土田ひろゆき
土田 ひろゆき（つちだ ひろゆき、1977年-）は、日本の映像作家、アニメーター。
主に、NHKの音楽番組「みんなのうた」などのアニメーションを制作している。日本アニメーション協会会員。
2000年に東京学芸大学を卒業。大学時代、グラフィックデザインを学び、イラストレーターを目指していたが、友人の立体にしてみたらという言葉でコマ撮りを始めることとなり、卒業制作では『MUTATE』を制作。卒業後スクエアに入社、ファイナルファンタジー10でテクスチャを担当。『MUTATE』がユーリー・ノルシュテイン大賞の第1回優秀賞を受賞したことをきっかけに退社、コマ撮りのフリーランスとなった。「クレイアニメ　太鼓の達人」のスタッフやアニメーションスタジオ・ドワーフ制作の「こまねこ」、「どーもくん」のアシスタントなどを務めた。YOUTUBEでの動画制作などを行う中で「イントゥ・アニメーション」（日本アニメーション協会の会員上映会）で作品上映をきっかけにNHKの番組「えいごであそぼ」の歌「ビンゴ」を担当。
2011年11月に自営業から法人化「スタジオビンゴ」を設立。

## 作成作品一覧

### みんなのうた
- ◆は、5分間1曲枠の楽曲（ロングのうた）。
- くじらのあくび / ザ・ジェイド（2011年2月・3月放送）◆